# Jesús Garay (réalisateur)
Pour les articles homonymes, voir Jesús Garay.
Jesús Garay est un réalisateur espagnol né en 1949 à Santander.

## Filmographie partielle
- 1981 : Manderley (es)
- 1986 : Pasión lejana (ca)
- 1989 : La banyera (ca)
- 1995 : Les Gens d'en face (Los de enfrente)
- 2009 : Eloïse